# Garganta de los Montes
Garganta de los Montes ist eine Gemeinde (municipio) mit 416 Einwohnern (Stand: 2024) in der Autonomen Gemeinschaft Madrid im Zentrum Spaniens. 

## Lage und Klima
Garganta de los Montes liegt etwa 75 Kilometer nordnordöstlich von Madrid in einer Höhe von ca. 1135 m. Im Norden der Gemeinde befindet sich die Talsperre Riosequillo.
Das Klima ist im Winter rau, im Sommer dagegen gemäßigt bis warm.

## Bevölkerungsentwicklung
| Jahr      | 1970 | 1981 | 1991 | 2001 | 2011 | 2021 |
| Einwohner | 396  | 310  | 302  | 317  | 390  | 411  |

## Wirtschaft und Infrastruktur
Die Gemeinde war jahrhundertelang landwirtschaftlich orientiert; im Ort selbst ließen sich Händler, Handwerker und Dienstleister aller Art nieder.

## Sehenswürdigkeiten
- Petruskirche (Iglesia de San Pedro Apostól)
- Rathaus

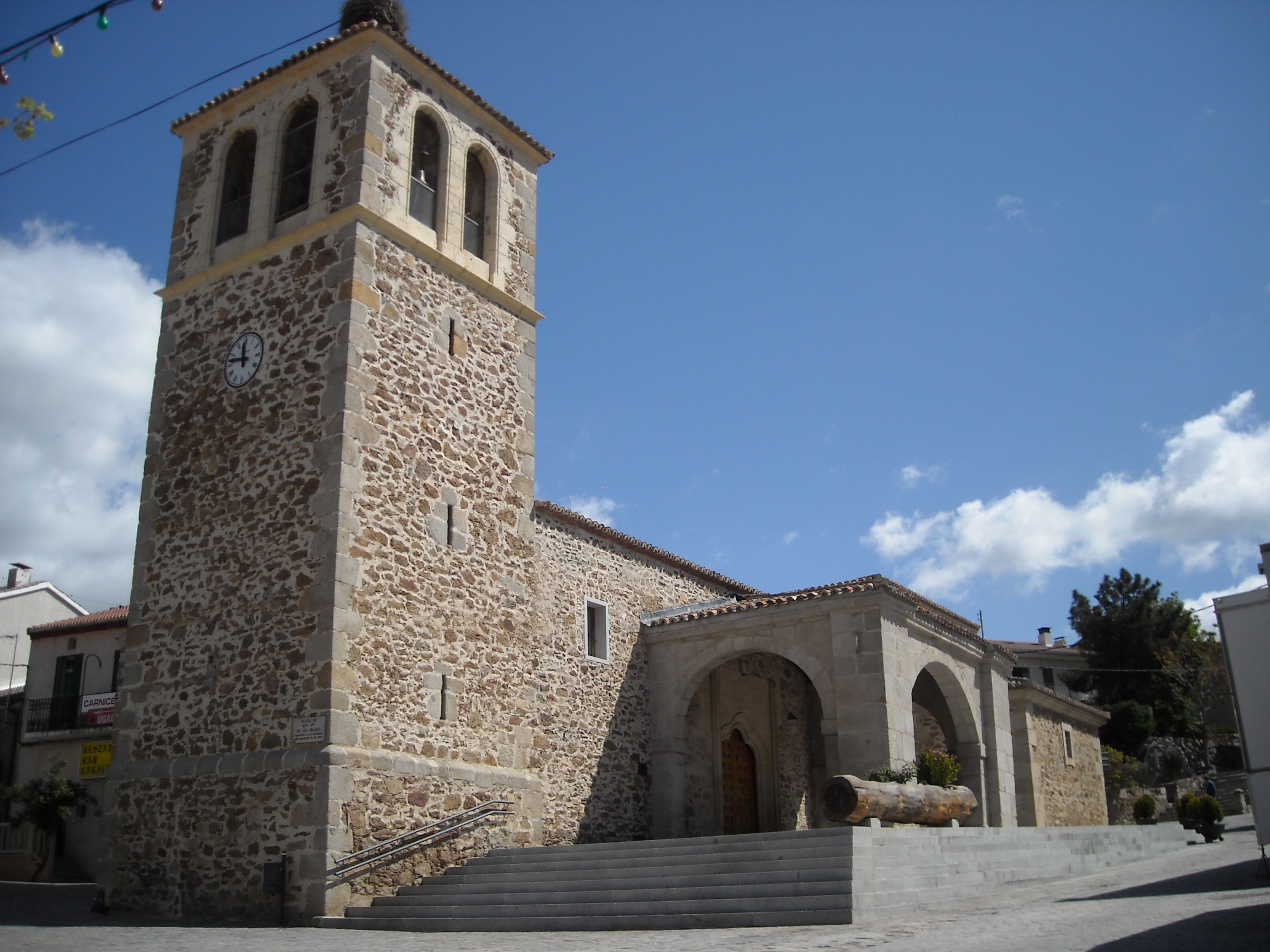
Petruskirche